# Diòcesi de Basti
La diòcesi de Basti o Baza (Diocesis Basticensis) va ser una antiga demarcació eclesiàstica a l'Hispània romana i visigòtica, radicada a la ciutat de Basti (actualment Baza, Andalusia). Documentada des de final del segle iii, va perdurar fins almenys el segle ix, quan encara sota domini dels musulmans està documentat un bisbe diocesà. Amb la conquesta definitiva cristiana per part dels Reis Catòlics, l'antic bisbat no va ser restaurat i poc després va ser integrat a la diòcesi de Guadix.
Des de 1969 Basti és una seu titular de l'Església Catòlica. Des del 12 de febrer de 2019 el seu titular és Joseba Segura Etxezarraga.

## Història
El territori de Basti, nom d'una ciutat prerromana de la qual els romans van utilitzar per designar la regió de la Bastetània i els bastetans, va ser un dels primers de la península en ser cristianitzat. Enrique Flórez remunta els orígens a la llegenda del set barons apostòlics, però descarta la vinculació amb sant Tesifont. La primera referència d'una estructura diocesana a Basti és a cavall dels segles iii i iv, gràcies a l'assistència del bisbe Eutiquià al concili d'Elvira. A partir d'aquesta data, no es tenen més dades sobre la diòcesi o els seus titulars fins al període visigot. El territori on se situa la ciutat de Basti va ser una zona de tensió entre visigots i romans d'Orient, i d'acord amb les afirmacions de Juan Antonio Salvador, la presència d'un bisbe anomenat Teodor el 589, demostra que, tot i que Leovogild havia aconseguit el control del territori vers el 570, uns anys més tard els romans d'Orient havien recuperat de forma lleu el poder a Basti, i també d'Acci, durant el regnat de Recared (586-601). Més endavant, la successió de bisbes hauria continuat sota domini visigot, amb l'assistència recurrents dels bisbes als concilis a Toledo, la capital visigòtica i diòcesi metropolitana de la que depenia Basti.
L'entrada dels musulmans el 711 va comportar la conquesta i ocupació de la ciutat, que van influir en el canvi de nom vers Baza. Tanmateix els cristians van subsistir sota domini musulmà, així com els bisbes bastetans. De fet, el 862 està documentat el bisbe Joan, però probablement n'hi hagué d'altres, tot i que se'n desconeixen els noms. Algunes fonts citen un bisbe anomenat Servand al segle x, però Flórez el descarta per una confusió en la lectura de la seva seu titular, que es tractaria d'Astigi (Écija). Per part dels cristians, Baza va ser conquerida dues vegades, primer per Alfons VII de Lleó, però poc després va ser reconquerida pels musulmans. Va ser conquerida definitivament el 1489 pels Reis Catòlics, que van erigir una església col·legial a la ciutat. Segons Pedro Suárez, amb els monarques hi havia Beltrán de Boyria, al que anomena bisbe titular de Baza. No obstant això, la diòcesi no va ser restaurada, sinó que el territori va passar a ser administrat per l'arxidiòcesi de Toledo. Posteriorment va ser integrada a la diòcesi de Guadix per qüestions de proximitat geogràfica, a proposta del seu bisbe, fra García de Quijada (1490-1502). Segons Alfonso Peña, que Baza fos suprimida i l'antiga Acci, ara Guadix, fos mantinguda demostraria la tradició que hi havia dintre de l'església hispana sobre aquesta diòcesi, més encara quan les diòcesis que s'havien fundat al sud de la península s'estaven situant a les capitals dels nous regnes.
Des de Baza hi ha hagut intents de restauració de l'antiga diòcesi. El 1821, el capítol de la col·legiata de Baza va sol·licitar el seu restabliment, sense èxit. Posteriorment, el 1969, l'Església Catòlica ha erigit el bisbat com a seu titular.

## Llista de bisbes
| Nom      | Període         | Nota                                                |        |
| -------- | --------------- | --------------------------------------------------- | ------ |
| Eutiquià | ss. III-IV      | Assistent al Concili d'Elvira                       | [ 3 ]  |
| Teodor   | ca. 589         | Assistent al III Concili de Toledo                  | [ 5 ]  |
| Eteri I  | ca. 610         | Assistent als IV Concili de Toledo                  | [ 5 ]  |
| Eusebi   | ca. 633-ca. 646 | Assistent als V i VI Concilis de Toledo             | [ 15 ] |
| Servodeu | ca. 653         | Assistent al VIII Concili de Toledo                 | [ 16 ] |
| Eteri II | ca. 675         | Assistent al XI Concili de Toledo                   | [ 17 ] |
| Antonià  | ca. 681-ca. 685 | Assistent al XII, XIII i XIV Concilis de Toledo     | [ 17 ] |
| Basili   | ca. 688         | Assistent als XV i XVI Concilis de Toledo           | [ 18 ] |
| Joan     | ca. 862         | Documentat el 862, durant el domini musulmà de Baza | [ 8 ]  |

### Bisbes titulars
| Nom                            | Període   | Nota                           |       |
| ------------------------------ | --------- | ------------------------------ | ----- |
| Martien Antoon Jansen          | 1970-1970 | Renúncia                       | [ 1 ] |
| Sándor Klempa                  | 1972-1985 |                                | [ 1 ] |
| Mario Lezana Vaca              | 1986-1998 | Renúncia                       | [ 1 ] |
| Jesús García Burillo           | 1998-2003 | Nomenat bisbe d'Àvila          | [ 1 ] |
| Antonio Marino                 | 2003-2011 | Nomenat bisbe de Mar del Plata | [ 1 ] |
| David William Valencia Antonio | 2011-2018 | Nomenat bisbe d'Ilagan         | [ 1 ] |
| Joseba Segura Etxezarraga      | 2019-Avui |                                | [ 1 ] |